# Festival polských hraných filmů
Festival polských hraných filmů, polsky Festiwal Polskich Filmów Fabularnych (dříve také nazývaný Gdynia Film Festival nebo Gdynia – Festiwal Filmowy), anglicky Polish Film Festival, je polský národní soutěžní filmový festival. Festival se každoročně koná v přímořském městě Gdyně v Pomořském vojvodství v severním Polsku.

## Další informace
Festival polských hraných filmů je soutěžní přehlídkou, kde filmy hodnotí mezinárodní odborná porota. Porota také uděluje individuální ocenění platinové, zlaté a stříbrné lvy jednotlivým filmům a filmovým profesím. Na festivalu lze zhlédnout soutěžní a nesoutěžní filmy a filmy pro děti.
Festival, který existuje od roku 1974 a do roku 1986 býval v blízkém Gdaňsku a pak se jeho centrem stalo hudební divadlo Danuty Baduszkowe v Gdyni.
Festival má také svůj památník (Pomnik Festiwalu Polskich Filmów Fabularnych) v Parku Rady Europy v Gdyni.